# ناحیه یودنبورگ
ناحیه یودنبورگ (به آلمانی: Judenburg District) یک شهرستان در اتریش است که در اشتایرمارک واقع شده‌است. ناحیه یودنبورگ ۴۸٬۲۱۸ نفر جمعیت دارد.